# Los Pnume
Los pnume (The Pnume) es una novela de ciencia ficción escrita por Jack Vance en 1970. Es el cuarto y último libro de la serie del Ciclo de Tschai.

## Argumento
Poco antes de terminar la nave, Aila Woudiver se comunica por señales con unos gzhindra que secuestran a Adam Reith y le bajan en un saco a las galerías de los pnume. Consigue liberarse y esconderse, y roba un libro de mapas maestro. Obliga a una pnumekin, Zap 210, a interpretar los mapas y a ayudarle a escapar. Dado que la zona está vigilada, se ven obligados a dar un rodeo en una barcaza de transporte y salen al otro lado del mar. Zap 210 empieza a conocer la superficie, mientras su cuerpo se libera del diko. En un bosque sagrado khor se ven obligados a escapar tras ver el comienzo de sus ritos, y tras robar una barca llegan a Zsafathra, y con Cauch, un comerciante, viajan a Urmank, dónde Reith descubre la estafa de un puesto de carreras de anguilas, metiéndose él en el tanque de las anguilas para amañar la partida. Mientras, Zap 210 se libra de ser violada al tener su primera menstruación, limpia ya del diko. Embarcan en el Nhiahar hasta Kazain, aunque por el camino tienen que despistar a dos gzhindras que siguen su pista. Zap 210 va descubriendo sus instintos y se hacen amantes. Desde Kazain viajan a Sivishe, pero el hangar está vacío a excepción de un hombrecillo que tras hacer varias preguntas a Reith, se ofrece a llevarle solo a un sitio. Zap 210 se queda en el hangar y Reith es llevado ante Anacho, que se quedó a esperarle mientras Traz escondió la nave. Pero al volver al hangar, Zap 210 ha desaparecido, por lo que tiene que buscar a unos gzhindra para que le lleven a las cuevas. Allí los pnume pretenden cristalizarle para conservarlo en su museo, pero él les amenaza con entregar copias de los mapas a los dirdir y los chasch azules, así que traen a Zap 210 y salen a la superficie. Con Anacho cogen una plataforma que les lleva a donde enterraron el Onmale. Allí les espera Traz con la nave, en la que despegan para la Tierra
- Datos: Q3225711